# Рат, Отто фом
Отто фом Рат (нем. Otto vom Rath; 1858, Кёльн — 23 апреля 1901, Кёльн) — германский анатом и гистолог.
Изучал естественные науки в Страсбурге, в 1886 году защитил в Страсбургском университете докторскую диссертацию по двупарноногим (нем. Beiträge zur Kenntnis der Chilognathen). Рат стал известен своими работами над органами чувств у многоножек и насекомых и сперматогенезом различных животных.
Главные работы: «Ueber die Hautsinnesorgane der Insecten» («Zeitschr. f. wiss. Zool», 1888); «Zur Biologie der Diplopoden» («Ber. Naturf. Ges. Freiburg», 1891); «Zur Kenntnis der Spermatogenese von Gryllotalpa vulgaris Latr.» («Arch. mikr. An.», 1892); «Beiträge zur Kenntnis der Spermatogenese von Salamandra maculosa» (2 части, «Zeitschr. wiss. Zool», 1893); «Ueber den feineren Bau der Drüsenzellen des Kopfes von Anilocra mediterranea Leach und die Amitosenfrage im Allgemeinen» (там же, 1895); «Zur Kenntnis der Hautsinnesorgane und des sensiblen Nervensystems der Arthropoden» (там же, 1896).